# Sigbjørn Obstfelder

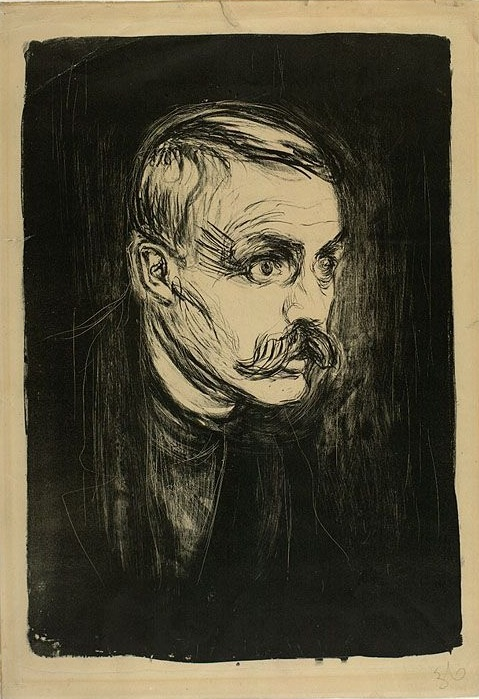
Sigbjørn Obstfelder, door Edvard Munch.

Sigbjørn Obstfelder (Stavanger, 21 november 1866 – Kopenhagen, 29 juli 1900) was een Noorse modernistische dichter en schrijver.

## Leven
Obstfelder werd geboren in een bakkersgezin met zestien kinderen. Met een beurs kon hij in Kristiania filosofie gaan studeren en later werktuigbouwkunde, maar beide studies maakte hij niet af. In 1890 vertrok hij naar Amerika, waar hij werkte als technisch tekenaar en een poging deed componist te worden, maar een jaar later keerde hij berooid en ontgoocheld terug. In 1892 belandde hij met een zware depressie in een psychiatrisch ziekenhuis. Na zijn ontslag zwierf hij door Scandinavië, zonder rust te vinden. Hij had een turbulent huwelijk met de Deense zangeres Ingeborg Weeke (1876-1930). In 1900 overleed hij te Kopenhagen aan tuberculose, op 43-jarige leeftijd. Hij werd begraven op de dag dat zijn eerste kind, Lili, werd geboren.

## Werk

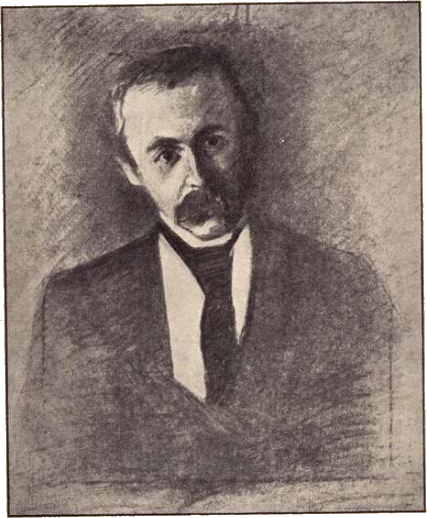
Obstfelder door Oda Krohg.

Na zijn terugkeer uit der Verenigde Staten vond Obstfelder zijn roeping als dichter en schrijver. Hij maakte vooral naam met modernistische poëzie, onder invloed van de Franse symbolisten, Walt Whitman en Søren Kierkegaard. Zijn werk getuigt van een existentiële levensangst en het gevoel "op de verkeerde planeet te zijn beland". Zijn werk is zwaarmoedig en neoromantisch van aard. Vaak zocht hij een toevlucht in een mystieke spiritualiteit en duistere motieven, mede geïnspireerd door Rainer Maria Rilke. Veel van zijn gedichten kenmerken zich door een verholen, gesublimeerde erotiek. Hij wordt wel gezien als de literaire equivalent van kunstschilder Edvard Munch, die tot zijn vrienden behoorde.
Obstfelder wordt beschouwd als Noorwegens eerste modernistische dichter, met name omdat hij afstapte van de rigide ritmische regels en zijn eigen vrije versvormen creëerde. Hij zocht daarbij vooral naar een zekere muzikaliteit. Datzelfde geldt voor zijn gedichten in proza, die vooral na zijn dood erkenning vonden. Zijn vroege proza kenmerkt zich, net als zijn gedichten, door een zekere stilistische beheersing van het gevoel, vooral gericht op verinnerlijking, veel meer dan op het uiterlijke verloop van het verhaal. In zijn latere proza kan een soort van pantheïsme worden ontwaard, bij tijd en wijle uitgedrukt is een bijna psychotische stijl. Met name in zijn laatste, onvoltooid gebleven roman Dagboek van een priester komen regelmatig schizofrene en hallucinatorische beelden voor.
Obstfelders werk is niet of nauwelijks in het Nederlands vertaald.

## Jeg ser(Ik zie)
| Noors origineel Jeg ser paa den hvide himmel, jeg ser paa de graablaa skyer, jeg ser paa den blodige sol. Dette er altsaa verden. Dette er altsaa klodernes hjem. En regndraabe! Jeg ser paa de høie huse, jeg ser paa de tusende vinduer, jeg ser paa det fjerne kirketaarn. Dette er altsaa jorden. Dette er altsaa menneskenes hjem. De graablaa skyer samler sig. Solen blev borte. Jeg ser paa de velklædte herrer, jeg ser paa de smilende damer, jeg ser paa de ludende heste. Hvor de graablaa skyer blir tunge. Jeg ser, jeg ser... Jeg er vist kommet paa en feil klode! Her er saa underligt... | Nederlandse vertaling Ik kijk naar de wittige lucht, Ik kijk naar de grijsblauwe wolken, Ik kijk naar de bloeddoorlopen zon. Dit is dus de wereld, Dit is dus het thuis van de planeet. Een regendruppel! Ik kijk naar de hoge huizen, Ik kijk naar de duizend ramen, Ik kijk naar afgelegen kerktorens. Dit is dus de aarde, Dit is dus het thuis van de mens. De grijsblauwe wolken pakken zich samen, De zon is verdwenen. Ik kijk naar de goedgeklede heren, Ik kijk naar de lachende dames, Ik kijk naar de vermoeide paarden. De grijsblauwe wolken worden dikker. Ik kijk, ik kijk..., Ik ben op de verkeerde planeet beland! Het is hier zo vreemd... |